# Angus MacKinnon
Angus MacKinnon là một cầu thủ bóng đá Scotland, từng thi đấu cho Queen's Park và đại diện cho Scotland. Ông thi đấu một trận cho Scotland, ghi một bàn thắng trong chiến thắng 2–1 trước Anh vào tháng 3 năm 1874.